# Jan Bombek
Jan Bombek (* 4. Dezember 2001) ist ein ehemaliger slowenischer Skispringer.

## Werdegang
Bombek gab sein Alpencup-Debüt am 25. Februar 2017 in Kranj, verfehlte jedoch die Punkteränge deutlich. In der Folge nahm er regelmäßig an Wettbewerben des Alpencups sowie des drittklassigen FIS Cup teil, erreichte allerdings erst Mitte Februar 2018 in Kranj erstmals die Top Ten. Zuvor hatte er bereits im Dezember 2017 bei den slowenischen Meisterschaften 2018 seine erste nationale Medaille gewonnen, als er gemeinsam mit Matevž Samec, Žak Mogel und Timi Zajc für den SSK Ljubno BTC Zweiter wurde. Bei den Nordischen Skispielen der OPA 2018 im heimischen Planica sprang Bombek beim Jugend-Wettbewerb als Zweiter aufs Podest und gewann zudem mit dem Team die Goldmedaille. Seine ersten Continental-Cup-Punkte sammelte er im Rahmen der Beskiden-Tour 2018 als Sechzehnter in Szczyrk. Nachdem Bombek im Winter 2018/19 kaum bei internationalen Wettbewerben gestartet war, wurde er für die Nordischen Junioren-Skiweltmeisterschaften 2019 in Lahti nominiert, kam dabei jedoch nur beim Teamspringen zum Einsatz. Dabei war er der schwächste Springer des slowenischen Teams um Aljaž Osterc, Jernej Presečnik und Vereinskollege Žak Mogel, das hinter Deutschland und Norwegen Bronze gewann. Nach weitestgehend erfolglosen Monaten im Alpencup und FIS Cup erreichte er Ende Februar 2020 im Val di Fiemme wieder Continental-Cup-Punkte. Zwei Wochen später war er erneut Teil des slowenischen Teams bei den Nordischen Junioren-Skiweltmeisterschaften 2020 in Oberwiesenthal. Dabei überraschte Bombek mit herausragenden Leistungen, die sich in den besten Trainingsleistungen manifestierten. Dennoch wurde Bombek nicht im Einzelspringen eingesetzt, sondern konnte sich erneut nur in den Teamwettbewerben beweisen. Gemeinsam mit Žak Mogel, Jernej Presečnik und Mark Hafnar holte er den Junioren-Weltmeistertitel mit dem Team und war dabei der beste Springer des Wettbewerbs. Darüber hinaus gewann er Bronze mit dem Mixed-Team, bei dem er ebenso bester männlicher Springer war und so erheblichen Anteil am slowenischen Erfolg hatte.
Beim Grand Prix 2020 in Wisła stellte sich Bombek erstmals auf höchstem Niveau der Konkurrenz. Seine Trainingsleistungen, bei denen er regelmäßig in der Spitze zu finden war, hatten starke Ergebnisse in Aussicht gestellt. Letztlich reichte es am ersten Wettkampftag zu einem 15. Platz, ehe er tags darauf disqualifiziert wurde.
Nachdem Bombek am 22. Januar 2022 im österreichischen Bischofshofen als Dritter erstmals auf das Podium im Continental Cup sprang, erreichte er am 13. März des Jahres mit Rang zwei im polnischen Zakopane seine bisher beste Platzierung in dieser Wettkampfserie.
Am 24. März 2022 versuchte sich Bombek in Planica Planica erstmals in der Qualifikation eines Weltcupwettbewerbs, scheiterte aber.
Im Sommer 2025 erklärte er seinen Rücktritt.

## Statistik

### Grand-Prix-Platzierungen
| Saison | Platz | Punkte |
| ------ | ----- | ------ |
| 2020   | 023.  | 16     |
| 2021   | 081.  | 04     |
| 2022   | 085.  | 01     |

### Continental-Cup-Platzierungen
| Saison  | Sommer | Sommer | Winter | Winter | Gesamt | Gesamt |
| Saison  | Platz  | Punkte | Platz  | Punkte | Platz  | Punkte |
| ------- | ------ | ------ | ------ | ------ | ------ | ------ |
| 2018/19 | 056.   | 38     | —      | —      | 104.   | 38     |
| 2019/20 | —      | —      | 095.   | 010    | 139.   | 010    |
| 2020/21 | 020.   | 023    | 055.   | 053    | 049.   | 076    |
| 2021/22 | 067.   | 026    | 012.   | 474    | 016.   | 590    |
| 2022/23 | 069.   | 004    | 087.   | 012    | 097.   | 016    |